# Fallout Tactics: Brotherhood of Steel
Fallout Tactics: Brotherhood of Steel — покрокова тактична рольова гра в реальному часі, в пост-апокаліптичному всесвіті Fallout. Розроблена Micro Forté і опублікована 14 Degrees East, Fallout Tactics була випущена 14 березня 2001 року для Microsoft Windows. До 2008 року було продано близько 300 000 копій по всьому світу.
Ви граєте за загін Братства Сталі, який був втягнутий в війну. Хоча гра відбувається у Всесвіті Fallout, вона не слідує і не продовжує історію а ні Fallout, а ні Fallout 2. Тактика Fallout поставляється з бонусним компакт-диском, коли його попередньо замовили. Бонусний диск включав Fallout: Warfare, настільну гру з мініатюрами на основі всесвіту Fallout, а також бонусну місію для основної гри. У 2020 році Еміль Пальяруло заявив, що елементи і знання з Fallout Tactics були використані в наступних частинах серії від Bethesda Softworks.

## Ігровий процес
На відміну від попередніх двох ігор серії Fallout, Fallout Tactics робить акцент на тактичному бою та стратегії. Гравці мають набагато менше взаємодії з неігровими персонажами, але вони все ще можуть торгувати з ними, а деякі місії включають діалоги. Замість міст, Fallout Tactics зосереджується навколо бункерів Братства та місій. Бункери слугують центральним пунктом для Братства, і гравці можуть отримати послуги квартирмейстерів, механіків, старшин та медиків. Персонажі завершених місій час від часу відвідують бункери.
Після отримання інструктажу від генерала, відповідального за бункер, загін гравця може переміститися в місцевість, де буде проходити місія. Зазвичай це місто, але це також може бути фабрика, військовий табір або Сховище. Там гравцеві дають мапу місцевості, позначену цілями і примітками.
Боротьба в Fallout Tactics складніша, ніж у двох попередніх частинах серії. На відміну від них, які мали індивідуальну покрокову систему, Fallout Tactics має три режими ведення бою: Безперервний покроковий режим (CTB), індивідуальний покроковий режим (ITB) та загіновий покроковий режим (STB). У CTB всі можуть діяти одночасно, а очки дії регенеруються зі швидкістю, що базується на спритності. ITB —  це система, яка використовується в оригінальних іграх. STB є її варіацією; кожен хід дається загону. Інші зміни включають можливість змінювати позицію, модифікатори для висоти та встановлення режимів вартових, які дозволяють персонажам автоматично стріляти в СТБ при зустрічі з ворогом.
Fallout Tactics — перша гра серії Fallout з багатокористувацьким режимом. У цьому режимі кожен гравець керує загоном персонажів і протистоїть іншим гравцям. Під час налаштування гри гравці отримують певну кількість балів, за які можна купувати членів загону та спорядження.